# Поговорим о сексе (фильм)
«Поговорим о сексе» (англ. Speaking of Sex) — американский комедийный фильм режиссёра Джона Макнотона, с Биллом Мюрреем, Джеймсом Спейдером, Ларой Флинн Бойл и Джеем Мором в главных ролях.

## Сюжет
Семейная пара Мелинды и Дэна обращается к консультанту по вопросам брака доктору Эмили Пейдж из-за проблем в отношениях. Дэн жалуется на проблемы с потенцией, супруга не возбуждает его. Доктор Пейдж рекомендует жене обратиться к психологу Роджеру Клинку, с которым у той начинается роман. Эмили оскорблённая таким непрофессиональным поведением коллеги, предлагает Мелинде возбудить судебное расследование в связи с нарушением медицинской этики. Как оказывается Эмили была любовницей Роджера и не может простить измену. Адвокаты сторон Эзра Стовалл и Конни Баркер, решают прекратить преследование и обратить внимание суда на деятельность Эмили. В итоге Мелинда и Дэн влюбляются и сбегают. Отношения между Роджером и Эмили восстанавливаются.

## В ролях
- Билл Мюррей — Эзра Стовалл
- Джеймс Спейдер — доктор Роджер Клинк
- Лара Флинн Бойл — доктор Эмили Пейдж
- Джей Мор — Дэн
- Мелора Уолтерс — Мелинда
- Фил Ламарр — Джоэл Джонсон-младший
- Меган Маллалли — Дженнифер Клинк
- Натаниэль Аркан — Кэлвин
- Ник Офферман — шериф Пангхорн
- Кэтрин О’Хара — Конни Баркер

## Производство
Съёмки фильма проходили в городе Калгари, провинция Альберта, Канада.